# NEWSアンサー
『NEWSアンサー』（ニュース アンサー）は、テレビ東京系列などで2011年（平成23年）10月3日から2016年（平成28年）11月4日まで平日（月曜日から金曜日）の夕方に生放送されていた報道番組である。

## 概要
2008年から3年間放送された報道番組『NEWS FINE』をリニューアルし、その第2部を母体にした生放送のニュース番組。キャスターは『NEWS FINE』第2部から大浜平太郎と倉野麻里が続投。また金曜日の天気予報担当キャスターに、久保田麻三留を起用。久保田のテレビ東京夕方ニュース番組のレギュラー出演は、『TXNニュースアイ』以来約10年ぶりである。
番組内では、ニュースに対する疑問（なぜ）「Q.」とそれに対する答え（アンサー）「A.」を伝える。
2014年3月31日からはメインに森本智子、サブに矢内雄一郎両アナウンサーを新たに迎えて番組をリニューアルした。
テレビ東京の本社が神谷町（日経電波会館）から六本木（住友不動産六本木グランドタワー）に移転するのに伴い、2016年11月4日をもって放送終了した。後継番組は『ゆうがたサテライト』。

## 放送時間
- 平日 16:54 - 17:20（JST、2011年10月3日 - 2016年11月4日）
  - テレビ東京以外のネット局は途中で飛び降り、TXN系列各局ではローカルニュース、びわ湖放送はテレビ東京系アニメ番組の時差放送、テレビ和歌山は通販番組をそれぞれ放送する。
  - 直前に放送される番組が競艇[2]・競輪中継などの場合、放送時間が変更されることがある。
  - 2016年4月1日まで16:52スタートであった。

## 出演者

### 放送終了時点
メインキャスター
- 森本智子（テレビ東京アナウンサー）

サブキャスター
- 矢内雄一郎（テレビ東京アナウンサー）

天気キャスター
- 河津真人（気象予報士）

### 歴代
| 期間                                                             | 期間      | メイン     | メイン     | サブ       | 天気           | 天気           | 天気           | ナレーター | ナレーター |
| 期間                                                             | 期間      | 月 - 木    | 金         | サブ       | 月・水・木     | 火             | 金             | ナレーター | ナレーター |
| ---------------------------------------------------------------- | --------- | ---------- | ---------- | ---------- | -------------- | -------------- | -------------- | ---------- | ---------- |
| 2011.10.3                                                        | 2012.3.30 | 大浜平太郎 | 大浜平太郎 | 倉野麻里   | （サブが兼務） | （サブが兼務） | 久保田麻三留   | 山岸功     | 蒼井里紗   |
| 2012.4.2                                                         | 2012.6.29 | 大浜平太郎 | 大浜平太郎 | 倉野麻里   | （サブが兼務） | （サブが兼務） | 久保田麻三留   | 山岸功     | 大島由莉子 |
| 2012.7.2                                                         | 2013.3.29 | 大浜平太郎 | 大浜平太郎 | 前田真理子 | （サブが兼務） | （サブが兼務） | 久保田麻三留   | 山岸功     | 大島由莉子 |
| 2013.4.1                                                         | 2013.9.27 | 大浜平太郎 | 大浜平太郎 | 前田真理子 | （サブが兼務） | 久保田麻三留   | （サブが兼務） | 山岸功     | 大島由莉子 |
| 2013.9.30                                                        | 2014.3.28 | 大浜平太郎 | 島田弘久※  | 水原恵理※  | （サブが兼務） | 久保田麻三留   | （サブが兼務） | 山岸功     | 大島由莉子 |
| 2014.3.31                                                        | 2016.4.1  | 森本智子   | 森本智子   | 矢内雄一郎 | 村木祐輔       | 村木祐輔       | 村木祐輔       | 山岸功     | 大島由莉子 |
| 2016.4.4                                                         | 2016.11.4 | 森本智子   | 森本智子   | 矢内雄一郎 | 河津真人       | 河津真人       | 河津真人       | 山岸功     | 大島由莉子 |
| - ※ 金曜日に関しては、メインとサブは明確に区別されていなかった。 |           |            |            |            |                |                |                |            |            |

## コーナー
放送されたものは概ね、放送終了後に番組ホームページでも公開される。また、下記以外にも不定期で別のコーナーを放送することがある。

### 過去
LIVES（ライブズ）
2011年10月から2013年3月まで、不定期で放送。「命を見つめる 暮らしを変える」をテーマに、健康・医療・社会保障などの問題に関するテーマを重点報道する。
QUEST（クエスト）
2011年10月から2013年1月まで、不定期で木曜日に放送。2012年9月までは「木曜QUEST」として放送。1つの問題を深く掘り下げ探求する、特集コーナー。
天羅万象（てんらばんしょう）
2011年10月から2013年3月までは金曜日に、2013年4月から2014年3月までは火曜日に放送。久保田が気象・宇宙・科学などの話題を取り上げ解説する。放送はテレビ東京のみで、他のネット局ではローカルニュースに差し替えとなる。2012年3月までは、テレビせとうちとBSジャパンでも放送された。

## ネット局
| 放送対象地域   | 放送局         | 系列           | 放送時間（東京発） | ローカル枠の夕方ニュース番組               |
| -------------- | -------------- | -------------- | ------------------ | ------------------------------------------ |
| 関東広域圏     | テレビ東京     | テレビ東京系列 | 16:54 - 17:20      | （製作局）                                 |
| 北海道         | テレビ北海道   | テレビ東京系列 | 16:54 - 17:13      | TVh道新ニュース                            |
| 愛知県         | テレビ愛知     | テレビ東京系列 | 16:54 - 17:13      | NEWSアンサー（ローカル枠）                 |
| 大阪府         | テレビ大阪     | テレビ東京系列 | 16:54 - 17:13      | ニュースリアルKANSAI                       |
| 岡山県・香川県 | テレビせとうち | テレビ東京系列 | 16:54 - 17:13      | TSCnews5                                   |
| 福岡県         | TVQ九州放送    | テレビ東京系列 | 16:54 - 17:13      | ルックアップふくおか                       |
| 滋賀県         | びわ湖放送     | 独立局         | 16:54 - 17:13      | キラりん滋賀 （18:15 - 18:52）             |
| 和歌山県       | テレビ和歌山   | 独立局         | 16:54 - 17:13      | ニュース&情報 5チャンDO! （18:00 - 18:55） |

## 過去のネット局
| 放送対象地域 | 放送局名   | 系列       | 放送時間      |
| ------------ | ---------- | ---------- | ------------- |
| 日本         | BSジャパン | BSデジタル | 16:52 - 17:20 |

※BSジャパンは2012年4月の番組改編で、平日19時台に報道経済番組『NIKKEI×BS LIVE 7PM』が開始されることに加え、17時台に海外ドラマが編成されることになり、2012年3月30日放送分で打ち切りとなった。これによりBSジャパンの開局以来『TXNニュースアイ』が放送されていた時代から11年4ヶ月続いていた平日夕方におけるニュース番組の同時放送が終了することになった。なお、土日夕方のTXNニュースは2012年4月以降も引き続きBSジャパンで同時放送された（BSジャパンの同時放送は2014年2月で打ち切り）。
地上波では2012年4月以降も引き続き放送されるが、これまでフルネットで放送されてきたテレビせとうちが4月改編で再びローカルニュース番組を設置することとなったため、テレビ東京以外17:13以降のパートは視聴することができない。一部のパートについては番組ホームページから動画配信される。